# Cartelos
Cartelos (llamada oficialmente Santo Estevo de Cartelos) es una parroquia y una aldea despoblada española del municipio de Carballedo, en la provincia de Lugo, Galicia.

## Organización territorial
La parroquia está formada por cinco entidades de población:

### Entidades de población
Entidades de población que forman parte de la parroquia:
- A Laxa
- Trasar de Carballo
- Vilaguillulfe

### Despoblados
Despoblados que forman parte de la parroquia:
- A Casa do Barrio
- Cartelos

## Demografía

### Parroquia
| Gráfica de evolución demográfica de Cartelos (parroquia) entre 2000 y 2022 |
|                                                                            |
| Datos según el nomenclátor publicado por el INE.                           |

### Despoblado
| Gráfica de evolución demográfica de Cartelos (despoblado) entre 2000 y 2022 |
|                                                                             |
| Datos según el nomenclátor publicado por el INE.                            |